# Ryszard Markiewicz
Ryszard Markiewicz (ur. 25 lutego 1948 w Krakowie) – polski prawoznawca i radca prawny, specjalista w zakresie polskiego i unijnego prawa autorskiego, cywilnego i informacyjnego, profesor nauk prawnych, profesor zwyczajny na Wydziale Prawa i Administracji Uniwersytetu Jagiellońskiego, przez szereg lat dyrektor Katedry Prawa Własności Intelektualnej na tym wydziale.

## Życiorys
Urodził się 25 lutego 1948 w Krakowie jako syn Henryka Markiewicza, literaturoznawcy i specjalisty z zakresu filologii polskiej; i Marii z domu Milberger. Jego młodszy brat Adam urodził się w 1950.
Zdał maturę w III Liceum Ogólnokształcym im. Jana Kochanowskiego w Krakowie. W 1969 roku ukończył studia na Wydziale Prawa Uniwersytetu Jagiellońskiego. Chciał pozostać na uczelni, jednak nie uzyskał tam posady. W związku z tym rozpoczął pracę w zespole rzeczników patentowych, a wkrótce potem dostał się na aplikację sędziowską.
W 1972 został przyjęty do Międzyuczelnianego Instytutu Wynalazczości i Ochrony Własności Intelektualnej przy UJ. Rozpoczął wtedy wieloletnią współpracę z Januszem Bartą, również ekspertem ds. prawa autorskiego. W 1976 roku obronił pracę doktorską napisaną pod kierunkiem Andrzeja Koppfa. Postanowił poświęcić się pracy akademickiej. W latach 1970–1981 był członkiem Polskiej Zjednoczonej Partii Robotniczej. W marcu 1992 uzyskał tytuł naukowy profesora.
Opublikował szereg prac w zakresie prawa autorskiego, prawa mediów i internetu, ochrony danych osobowych i baz danych, prawa nieuczciwej konkurencji i ochrony dóbr osobistych. Był autorem lub współautorem kilkunastu pozycji książkowych, w tym komentarzy, podręczników, monografii, oraz ponad dwustu artykułów i opracowań. Jest członkiem komitetu redakcyjnego „Kwartalnika Prawa Prywatnego”, kwartalnika „Glosa” i „Przeglądu Prawa Handlowego”. Był kierownikiem projektów badawczych.
Został wybrany na członka Komitetu Nauk Prawnych Polskiej Akademii Nauk i Komisji Prawniczej Polskiej Akademii Umiejętności. W 2011 został powołany przez ministra kultury i dziedzictwa narodowego na przewodniczącego Komisji Prawa Autorskiego. Był promotorem w ośmiu przewodach doktorskich; doktorat pod jego kierunkiem obroniła m.in. Agnieszka Vetulani-Cęgiel (2012).
Począwszy od lat 90. zajmował się doradztwem w sprawach gospodarczych, przygotowując opinie i analizy  prawne dla polskich i międzynarodowych spółek. Wraz z Jarosławem Sroczyńskim jest wspólnikiem w kancelarii prawnej Markiewicz & Sroczyński. Został członkiem Okręgowej Izby Radców Prawnych w Krakowie.
Określił się jako niewierzący. Od 1970 żonaty. W 1987 urodził się jego syn Michał, który został doktorem nauk prawnych, aystentem na Uniwersytecie Jagiellońskim i wspólnikiem w założonej przez Ryszarda Markiewicza kancelarii Markiewicz & Sroczyński.

## Odznaczenia
- Złoty Krzyż Zasługi (1998)[6];
- Krzyż Kawalerski Orderu Odrodzenia Polski „za wybitne zasługi w pracy naukowej” (2003)[13];
- Srebrny Medal „Zasłużony Kulturze Gloria Artis” (2013)[14].